# Makenzie Vega
Makenzie Vega est une actrice américaine, née le 10 février 1994 à Los Angeles, Californie.

## Biographie
Elle est la sœur cadette d'Alexa Vega et joue le rôle de Nancy Callahan à 11 ans dans Sin City ainsi que le rôle de Diana dans Saw.
Aujourd'hui elle est principalement connue pour être la fille de Julianna Margulies dans la série The Good Wife.

## Filmographie

### Cinéma
- 2000 : Family Man : Annie Campbell
- 2001 : Made : Chloé
- 2004 : Saw : Diana Gordon
- 2004 : Panique à Central Park (Chestnut: Hero of Central Park) : Sal
- 2005 : Sin City : Nancy Callahan (à 11 ans)
- 2006 : Lucky Girl : Katy
- 2006 : X-Men : L'Affrontement final (X-Men: The Last Stand) : La petite fille dans le camion de prisonniers
- 2007 : In the Land of Women : Paige Hardwicke

### Télévision

#### Téléfilms
- 1999 : Dr. Quinn Medicine Woman: The Movie : Maria
- 2014 : Ma parole contre la leur : Sam Gleason
- 2016 : Mon amour, ma victoire : Tori
- 2016 : Au cœur du secret : Emma Miller
- 2018 : La Maison sur la plage : Toy
- 2020 : Confessions d'une ado diabolique (InstaFame) de Nick Everhart : Kelly Ryan

#### Séries télévisées
- 2000-2001 : La Famille de mes rêves (The Geena Davis Show) : Eliza Ryan
- 2006 : Justice : Mary Nicks (saison 1, épisode 5 et 6)
- 2007 : Ghost Whisperer : Becca Cahill (saison 3, épisode 9)
- 2009 : Urgences : Vera (saison 15, épisode 21)
- 2009-2016 : The Good Wife : Grace Florrick
- 2018 : 13 Reasons Why : Sarah Calin

## Voix française
- Kelly Marot dans : 
  - Family Man
  - Ghost Whisperer (série télévisée)

- Leslie Lipkins dans :
  - The Good Wife (série télévisée)
  - Ma parole contre la leur (téléfilm)